# Atlético Olympic Football Club
L'Atletico Olympic FC est un des quatre grands clubs de football de Bujumbura au Burundi. 
Le club a été champion du Burundi en 2004 et en 2011. 
Il a notamment formé l'ancien joueur de l'AS Rome, du Stade rennais et de l'AS Monaco, Shabani Nonda.

## Entraîneurs
- 2013 :  Amars Niyongabo[3]

## Palmarès
- Championnat du Burundi
  - Champion : 2004 et 2011[4].